# وهنده
وهنده، روستایی از توابع بخش مرکزی شهرستان رزن در استان همدان ایران است، ده وهنده ما بین آوج و رزن قرار دارد، وهنده از روستای ماهنیان فاصله ۸۰۰ متر فاصله دارد، که در مابین ماهنیان و سورتجین قرار دارد.

## جمعیت
این روستا در دهستان خرقان قرار دارد و براساس سرشماری مرکز آمار ایران در سال ۱۳۹۵، جمعیت آن ۱۳۵ نفر (۴۹خانوار) بوده‌است.